# Caprinia periusalis
Caprinia periusalis là một loài bướm đêm trong họ Crambidae.